# Karin Mortensen
Pour les articles homonymes, voir Mortensen.
Karin Mortensen, née le 26 septembre 1977 à Aarhus, est une handballeuse internationale danoise qui évolue au poste de gardienne.
Avec l'équipe du Danemark, elle participe notamment aux Jeux olympiques de 2000, 2004 et 2012. Elle remporte deux médailles d'or en 2000 et 2004. 
Elle est également sacrée championne d'Europe en 2002, tournoi où elle sera également meilleure joueuse et meilleure gardienne. 
Elle met fin à sa carrière internationale en 2012.

## Palmarès

### En équipe nationale
Jeux olympiques d'été
- médaille d'or aux Jeux olympiques de 2000 à Sydney
- médaille d'or aux Jeux olympiques de 2004 à Athènes
- 9e place aux Jeux olympiques de 2012 à Londres

championnats du monde
- 5e place au championnat du monde 2009

championnats d'Europe
- vainqueur du championnat d'Europe 2002
- finaliste du championnat d'Europe 2004

### En club
compétitions internationales
- vainqueur de la coupe d'Europe des vainqueurs de coupe (1) en 2004 (avec Ikast Bording EH)

### Récompenses individuelles
- élue meilleure joueuse et meilleure gardienne au championnat d'Europe 2002[3]
- élue meilleure gardienne au championnat d'Europe 2004